# Advena charon
Advena charon és una espècie de gastròpode eupulmonat terrestre de la família Helicarionidae. És un endemisme de l'illa Norfolk (Austràlia).